# Барда (приток Сылвы)
Барда́ — река в Пермском крае России, правый приток Сылвы. Протекает по юго-востоку края, по территории Лысьвенского, Берёзовского и Кишертского районов. Длина — 209 км, общая площадь водосбора — 1970 км², средняя высота водосбора — 245 м. Средний уклон — 0,8 м/км.
Исток Барды расположен к западу от посёлка Кын.

## Притоки
- 17 км: Сосновка (лв)
- 29 км: Асовка (лв)
- 41 км: Гремяча (пр)
- 79 км: Тара (лв)
- 97 км: Сая (пр)
- 105 км: Берёзовка (лв)
- 124 км: Каменка (пр)
- 131 км: Лямпа (пр)
- 135 км: Ломовка (пр)
- 144 км: Красноярка (пр)
- 156 км: Дорожные Терси (лв)
- 192 км: Нёк (лв)